# Волга (платформа)
Платфо́рма Во́лга — пассажирская железнодорожная остановочная платформа Казанского отделения Горьковской железной дороги. Расположена на перегоне Зелёный Дол — Свияжск. Находится в промышленной части г. Зеленодольск.
Платформа находится на линии Москва — Казань — Екатеринбург на расстоянии 757 км от Москвы. Ближайшая станция: Зелёный Дол. Поезда дальнего следования проходят без остановки. Осуществляются пригородные перевозки.
Состоит из двух боковых посадочных платформ длиной 210 метров каждая, имеющих асфальтовое покрытие. Форма прямая, без изгибов. Турникетами оборудована. Имеет билетную кассу и 2 нерегулируемых наземных пешеходных перехода.